# Buergeria japonica
Buergeria japonica (tên tiếng Anh: Ryukyu Kajikagaeru) là một loài ếch trong họ Rhacophoridae.
Nó được tìm thấy ở Nhật Bản và Đài Loan.
Các môi trường sống tự nhiên của chúng là sông, sông có nước theo mùa, đầm nước ngọt, đầm nước ngọt có nước theo mùa, suối nước ngọt, đất ngập nước địa nhiệt, đất có tưới tiêu, và kênh đào và mương rãnh. Loài này đang bị đe dọa do mất nơi sống.